# Светиатанасов мост
Светиатанасовият мост (на гръцки: Γεφύρι του Αγίου Αθανασίου του Αθωνίτη) е средновековен каменен мост в Света гора, Гърция.
Мостът е разположен на стария път към манастира Великата Лавра, на 5 – 6 km от него. В съседство е килията „Свети Георги“. Според монасите датира от 1000 година, построен от Свети Атанасий Атонски.